# Rubén Noceda
Rubén Noceda (ur. 11 maja 1931, zm. 8 kwietnia 2007) – piłkarz paragwajski, bramkarz.
Urodzony w Asunción Noceda w piłkę zaczął grać w klubie Club Presidente Hayes. W pierwszym zespole klubu zadebiutował już w 1946 roku. W 1952 roku razem z klubem Presidente Hayes zdobył swój jedyny tytuł mistrza Paragwaju.
Jako piłkarz klubu Presidente Hayes wziął udział w turnieju Copa América 1953, gdzie Paragwaj zdobył tytuł mistrza Ameryki Południowej. Noceda zagrał w dwóch meczach – z Peru (wszedł za Carlosa Riquelme) i Urugwajem. W pozostałych meczach bramki Paragwaju strzegł Carlos Riquelme.
W klubie Presidente Hayes Noceda grał do 1956 roku. Grał także w peruwiańskim klubie Atlético Chalaco Callao.